# Łysina (województwo śląskie)
Łysina – wieś w Polsce położona w województwie śląskim, w powiecie żywieckim, w gminie Łękawica.
W latach 1975–1998 miejscowość administracyjnie należała do województwa bielskiego.

## Położenie
Pola uprawne i zabudowania Łysiny znajdują się na grzbiecie, oraz górnych, południowych stokach szczytu Łysina (Ścieszków Groń) w Paśmie Łysiny w Beskidzie Małym, na wysokości od około 650–770 m n.p.m. Do miejscowości, niemal pod sam szczyt Ścieszków Gronia dochodzi asfaltowa droga odgałęziająca się w Okrajniku od drogi wojewódzkiej nr 946. Szczytowe partie grzbietu są dobrym punktem widokowym. Na południowym zboczu, tuż poniżej szlaku turystycznego znajduje się skalne osuwisko o nazwie Zamczysko na Łysinie, a w nim Jaskinia Lodowa w Zamczysku.

## Historia miejscowości
Pierwsze wzmianki o górze Łysinie pochodzą z XV wieku. W 1474 r. hrabia Piotr Komorowski herbu Korczak, wyrzucony z Węgier przez króla Matiasza, z całą rodziną został przyjęty przez polskiego króla Kazimierza i obdarowany państwem Żywieckim, Ślemieńskim, Suskim i Łodygowickim. W skład państwa Żywieckiego wchodziła wieś Łękawica. W państwie Ślemieńskim „była góra Łysina, na której są dziury albo lochy szerokie i głębokie, między wielkimi skałami, które skryte są i dojść ich nie można” (według Dziejopisu Żywieckiego Andrzeja Komoneckiego).
Pierwsze chałupy na górze Łysina pojawiły się w XVI w., m.in. niejakiego Beraka.
Dnia 29.05.1709 r. przed Bożym Ciałem, organista rychwałdzki Stefan Standerski, odkrył na górze Łysinie pokłady srebrnego kruszca.
W 1757 r. Hieronim Wielopolski nadał aktem na własność grunt wielkości równej 250 morgom dziadkom Michała Rachwała, który do 1919 r. był wójtem w Łysinie.
W 1841 r. w Łysinie było już 20 domów. Mieszkańcy zajmowali się uprawą zboża, ziemniaków, lnu, wydobyciem kamienia, obróbką drewna, hodowlą krów, wołów i owiec. Wyrabiali lniane płótna na obrusy, ręczniki, pościel i worki. Z kamienia budowali kapliczki, krzyże przydrożne, studnie, fundamenty, pogródki, tworzyli słupy do płotów, płyty chodnikowe, nadproża. Doraźnie wypalali cegłę na własne potrzeby. Tkali delikatne płótna na koszule, stroje, szaty liturgiczne.
W 1840 r. wybudowano na półrolku Rachwały kapliczkę z figurą św. Jana Nepomucena. W 1863 r. na półrolku Karcmisko powstała kamienna figura „U Pana Boga”. Następną kapliczkę z kamienia wybudowano na półrolku Gugów w 1860 r. Do dziś na terenie wsi znajduje się 12 kapliczek i figur religijnych.
Po II wojnie światowej w Łysinie powstała szkoła podstawowa, której stopień organizacyjny był różny w określonych latach, uzależniony od liczby uczniów, decyzji władz gminnych i oświatowych. W 1979 r. szkoła zaprzestała działalności w związku z przeznaczeniem budynku na kuratoryjny ośrodek wypoczynkowy.
Staraniem mieszkańców nauka w szkole została przywrócona od września 1981 r. jako filii publicznej szkoły podstawowej w Okrajniku. Z końcem sierpnia 1999 r. ze względu na koszty oraz spadek demograficzny szkoła w Łysinie została ostatecznie zlikwidowana.
W 1960 r. powstaje w Łysinie Ochotnicza Straż Pożarna. Po zawaleniu się strażnicy w 1979 r. z powodu obfitych opadów śniegu, w 1980 r. przystąpiono do budowy nowego budynku OSP.
W 1961 r. zostało założone Koło Gospodyń Wiejskich w Łysinie.
W 1975 r. podjęto decyzję o likwidacji gminy Łękawica, tworząc gminę Gilowice-Ślemień, do której została włączona m.in. wieś Łysina. Dzięki staraniom lokalnej ludności w 1991 r. reaktywowano gminę Łękawicę, w skład której weszło 5 sołectw: Łysina, Łękawica, Okrajnik, Kocierz Moszczanicki, Kocierz Rychwałdzki.
Ostatnie lata to znaczący rozwój miejscowości poprzez telefonizację, poprawienie stanu dróg, umożliwienie budownictwa rekreacyjno-letniskowego. W czerwcu 2008 r. otworzono Izbę Regionalną w Łysinie.
We wsi znajduje się nadajnik Radia Eska Beskidy.
Uchwałą Zarządu Województwa Śląskiego wieś Łysina została w 2013 roku laureatem konkursu na „Piękną wieś województwa śląskiego” zajmując III miejsce w kategorii „Najpiękniejsza wieś”.